# СИМБАД
SIMBAD (от англ., Set of Identifications, Measurements, and Bibliography for Astronomical Data – Сборник от идентификатори, мерки и библиография на астрономически данни) е астрономическа база данни на обекти извън Слънчевата система. Тя се поддържа от Центъра за астрономически данни (CDS), Страсбург, Франция.
SIMBAD е образуван при сливането на Каталога на звездните идентификатори (Catalog of Stellar Identifications, CSI) и Библиографския звезден индекс (Bibliographic Star Index), които са съществували в компютърния център в клона на Парижката обсерватория в парижкото предградие Медон (град) до 1979 г. Първата онлайн интерактивна версия, известна като Версия 2, е направена достъпна през 1981 г. Версия 3, създадена на езика за програмиране C и функционираща на работна станция под Unix в обсерваторията в Страсбург, стартира през 1990 г. През есента на 2006 г. е пусната Версия 4 на базата данни, сега управлявана от PostgreSQL, а поддържащият софтуер е написан на Java.
Към 26 август 2007 г., SIMBAD съдържа информация за 3 828 093 обекта под 11 438 108 различни имена, с 211 162 библиографски референции и 5 489 563 библиографски цитата.
Един астероид, 4692 SIMBAD (1983 VM7) е кръстен в чест на базата данни.